# 普里謝皮夫卡 (布拉特西克區)
47°56′39″N 31°35′12″E / 47.94417°N 31.58667°E
普里謝皮夫卡（烏克蘭語：Прищепівка），是烏克蘭南部的村莊，隸屬尼古拉耶夫州的沃茲涅先斯克區。該村面積0.66平方公里，海拔高度94米，2001年人口57，人口密度每平方公里86.2人。